# García II Sánchez
García II Sánchez (ur. 1009, zm. prawdopodobnie 1028) – ostatni hrabia Kastylii z dynastii laryjskiej, panował od 1017 do śmierci.
Urodził się w listopadzie 1009 roku jako syn Sancho I Garcíi i Urraki. Tron objął w wieku 7 lat, po przedwczesnej śmierci ojca. Za jego panowanie Kastylia znalazła się pod protektoratem Sancho III Wielkiego z Nawarry.
García miał poślubić Sanchę, córkę Alfonsa V, jednak nim to nastąpiło, został zamordowany. Nie jest znana dokładna data jego śmierci, jednak musiało się to stać po 1027 roku. XII-wieczne źródła podają jako rok jego śmierci 1028. Inną podawaną datą jest 13 maja 1029.
Następcą Garcíi został jego siostrzeniec, Ferdynand I Wielki, syn jego siostry Muniadony i Sancho III Wielkiego.